# Comuna Drăgușeni, Galați
Drăgușeni este o comună în județul Galați, Moldova, România, formată din satele Adam, Căuiești, Drăgușeni (reședința), Fundeanu, Ghinghești, Nicopole și Știețești. Se află în Podișul Covurluiului, la o altitudine de 204 m deasupra nivelului mării. Are o suprafață de 93,61 km². Populația este de 4.456 locuitori, determinată în 1 decembrie 2021, prin recensământ, chestionar.

## Așezare
Comuna se află în nordul județului, în podișul Covurlui. Este străbătută de șoseaua națională DN24D, care leagă Galațiul de Bârlad. Din acest drum, lângă Drăgușeni se ramifică șoseaua județeană DJ251A, care duce spre vest la Corod și Matca. În satul Drăgușeni, din DJ251A se ramifică șoseaua județeană DJ251F, care duce spre sud la Smulți. Tot din DJ251A, la Fundeanu se ramifică DJ251J, care leagă comuna spre nord de Cerțești. Din DJ251J se desprinde lângă Adam șoseaua județeană DJ254C, care duce înapoi spre nord-est la Bălăbănești, unde se termină în DN24D.

## Istorie
La sfârșitul secolului al XIX-lea, comuna făcea parte din plasa Zimbrul a județului Covurlui și era formată din satele Târgul Drăgușeni, Diocheți și Ghinghești, având în total 1557 de locuitori. Existau în comună două școli, una de băieți și una de fete, având fiecare câte 40 de elevi și cea de fete fiind cea mai frecventată din tot județul; și două biserici („Sf. Ioan Botezătorul” în Drăgușeni, și „Sfântul Gheorghe” în Diocheți). La acea dată, pe teritoriul actual al comunei mai funcționau, în plasa Corod a județului Tutova, și comunele Fundeanu și Adam. Comuna Fundeanu, cu satele Fundeanu și Nicopole, avea 625 de locuitori, o școală și o biserică. Comuna Adam avea 1800 de locuitori în satele Adam, Căuești și Rusu (Steicești). Existau și aici 5 biserici, un schit de călugărițe (mănăstirea Adam) cu un spital de boli mintale, o școală de băieți și una de fete.
Anuarul Socec din 1925 consemnează comuna Drăgușeni în plasa Bujor a aceluiași județ Covurlui, fiind alcătuită, pe lângă satele Drăgușeni-Târg și Ghinghești, și din satele Bursucani și Zimbru ale fostei comune Bursucani, populația totală fiind de 2945 de locuitori. Tot atunci, comunele Adam și Fundeanu făceau parte din plasa Adam a județului Tutova: comuna Adam avea 2050 de locuitori în satele Adam, Căuiești și Știețești-Rusu; iar comuna Fundeanu avea aceeași alcătuire și o populație de 866 de locuitori. În 1931, comuna Fundeanu a fost desființată, iar satele ei au fost arondate comunei Adam.
În 1950, comunele Adam și Drăgușeni au fost transferate raionului Bârlad din regiunea Bârlad. În 1956, ele au trecut la raionul Berești, și apoi (după 1960) la raionul Bujor din regiunea Galați. În 1968, comunele au fost transferate la județul Galați, iar comuna Adam a fost desființată, satele ei trecând la comuna Drăgușeni.

## Monumente istorice
Două obiective din comuna Drăgușeni sunt incluse în lista monumentelor istorice din județul Galați ca monumente de interes local. Unul este situl arheologic reprezentat de fortificația de la Căuiești (secolele al IV-lea–al III-lea î.e.n., perioada Latène). Altul este monumentul istoric de arhitectură biserica „Adormirea Maicii Domnului” (1652) de la mănăstirea Adam.

## Demografie
Componența etnică a comunei Drăgușeni
     Români (84,36%)
     Romi (6,44%)
     Alte etnii (0,09%)
     Necunoscută (9,11%)
Componența confesională a comunei Drăgușeni
     Ortodocși (86,49%)
     Penticostali (3,88%)
     Alte religii (0,4%)
     Necunoscută (9,22%)
Conform recensământului efectuat în 2021, populația comunei Drăgușeni se ridică la 4.456 de locuitori, în scădere față de recensământul anterior din 2011, când fuseseră înregistrați 4.899 de locuitori. Majoritatea locuitorilor sunt români (84,36%), cu o minoritate de romi (6,44%), iar pentru 9,11% nu se cunoaște apartenența etnică. Din punct de vedere confesional, majoritatea locuitorilor sunt ortodocși (86,49%), cu o minoritate de penticostali (3,88%), iar pentru 9,22% nu se cunoaște apartenența confesională.

## Politică și administrație
Comuna Drăgușeni este administrată de un primar și un consiliu local compus din 15 consilieri. Primarul, Dumitru Vintilă[*], de la Partidul Social Democrat, este în funcție din 2016. Începând cu alegerile locale din 2024, consiliul local are următoarea componență pe partide politice:
|  | Partid                          | Consilieri | Componența Consiliului | Componența Consiliului | Componența Consiliului | Componența Consiliului | Componența Consiliului | Componența Consiliului | Componența Consiliului | Componența Consiliului | Componența Consiliului |
|  | ------------------------------- | ---------- | ---------------------- | ---------------------- | ---------------------- | ---------------------- | ---------------------- | ---------------------- | ---------------------- | ---------------------- | ---------------------- |
|  | Partidul Social Democrat        | 9          |                        |                        |                        |                        |                        |                        |                        |                        |                        |
|  | Alianța pentru Unirea Românilor | 3          |                        |                        |                        |                        |                        |                        |                        |                        |                        |
|  | Partidul Național Liberal       | 3          |                        |                        |                        |                        |                        |                        |                        |                        |                        |

## Personalități născute aici
- Theodor Angheluță (1882 - 1964), matematician, profesor universitar.